# Municipio de Cass (condado de Richland)
El municipio de Cass (en inglés: Cass Township) es un municipio ubicado en el condado de Richland en el estado estadounidense de Ohio. En el año 2010 tenía una población de 1647 habitantes y una densidad poblacional de 24,68 personas por km².

## Geografía
El municipio de Cass se encuentra ubicado en las coordenadas 40°56′38″N 82°36′46″O / 40.94389, -82.61278. Según la Oficina del Censo de los Estados Unidos, el municipio tiene una superficie total de 66.73 km², de la cual 66,46 km² corresponden a tierra firme y (0,39 %) 0,26 km² es agua.

## Demografía
Según el censo de 2010, había 1647 personas residiendo en el municipio de Cass. La densidad de población era de 24,68 hab./km². De los 1647 habitantes, el municipio de Cass estaba compuesto por el 98,3 % blancos, el 0,55 % eran afroamericanos, el 0,3 % eran amerindios, el 0,12 % eran asiáticos, el 0,55 % eran de otras razas y el 0,18 % eran de una mezcla de razas. Del total de la población el 1,15 % eran hispanos o latinos de cualquier raza.